# Moviment I
Moviment I (o en francès Mouvement I) és un quadre pintat el 1935 per Vassili Kandinski.

## Descripció
Aquest quadre té força aspectes en comú amb el quadre Composició VIII del mateix autor. Elements com el color i la forma, talment com en l'altra obra, donen al quadre dimensionalitat i flux. És vibrant i té moltes formes. Per exemple, el fons del quadre està compost principalment per grans cercles ondulats sobre una tonalitat marró. Aquests cercles, en vermell, blau i groc, són figures prominents dins l'obra i estan complementats amb uns altres, verds i turquesa, de més petits.
Les altres figures del quadre flueixen ondulants per tot el llenç, amb formes que recorden el confeti. Aquestes cintes regnen en el quadre, en ser blanques i ressaltar prominentment. Algunes d'aquestes, tanmateix, són blau clar, que accentua el color. Amb aquestes formes, hi ha punts espargits per la tela, seguint patrons lineals, radials i espacials. Un exemple d'aquests patrons, es troba a la cantonada superior esquerra del quadre, on patrons lineals de punts, generalment blancs, surten d'una figura circular. Aquests punts afegeixen varietat de color a l'obra, ja que llueixen tons vibrants i variats.
Aquesta obra és composta, també, per moltes formes estructurals, creades per conjunts de línies fines. Aquestes estructures creen direcció i impuls a l'obra. Les línies són igualment de diferents colors, creant un aire d'energia.
La barreja de formes orgàniques i geomètriques en aquesta obra presenta un conjunt fantàstic d'elements que es mesclen bé entre si. Les formes orgàniques donen a l'obra el seu flux, mentre que les formes geomètriques proporcionen direcció al moviment.